# Esporte Clube Macapá
L'Esporte Clube Macapá és un club de futbol brasiler de la ciutat de Macapá a l'estat d'Amapá.

## Història
El club nasqué el 18 de juliol de 1944 amb el nom Panair Esporte Clube, fundat per Emanuel de Souza. El 1946 adoptà l'actual nom Esporte Clube Macapá.
El 1992 diputà el Campionat brasiler de Tercera Divisió. Fins al 1991 ha guanyat 17 campionats estatals.

## Palmarès
- Campionat amapaense:
  - 1944, 1946, 1947, 1948, 1954, 1955, 1956, 1957, 1958, 1959, 1969, 1974, 1978, 1980, 1981, 1986, 1991
- Torneio de Integração da Amazônia: 
  - 1975

## Estadi
El Macapá disputa els seus partits a l'Estadi Zerão. L'estadi fou construït el 1990, i té una capacitat per a 10.000 espectadors.